# 盧基夫
51°14′0″N 24°20′51″E / 51.23333°N 24.34750°E
盧基夫（烏克蘭語：Луків）是烏克蘭西北部沃倫州科韋利區盧基夫市鎮的镇及行政中心。處於盧茨克東南面88公里，始建於1537年，面積6.93平方公里，海拔高度199米，2011年人口3,088，人口密度每平方公里207人。